# Monasterolo del Castello

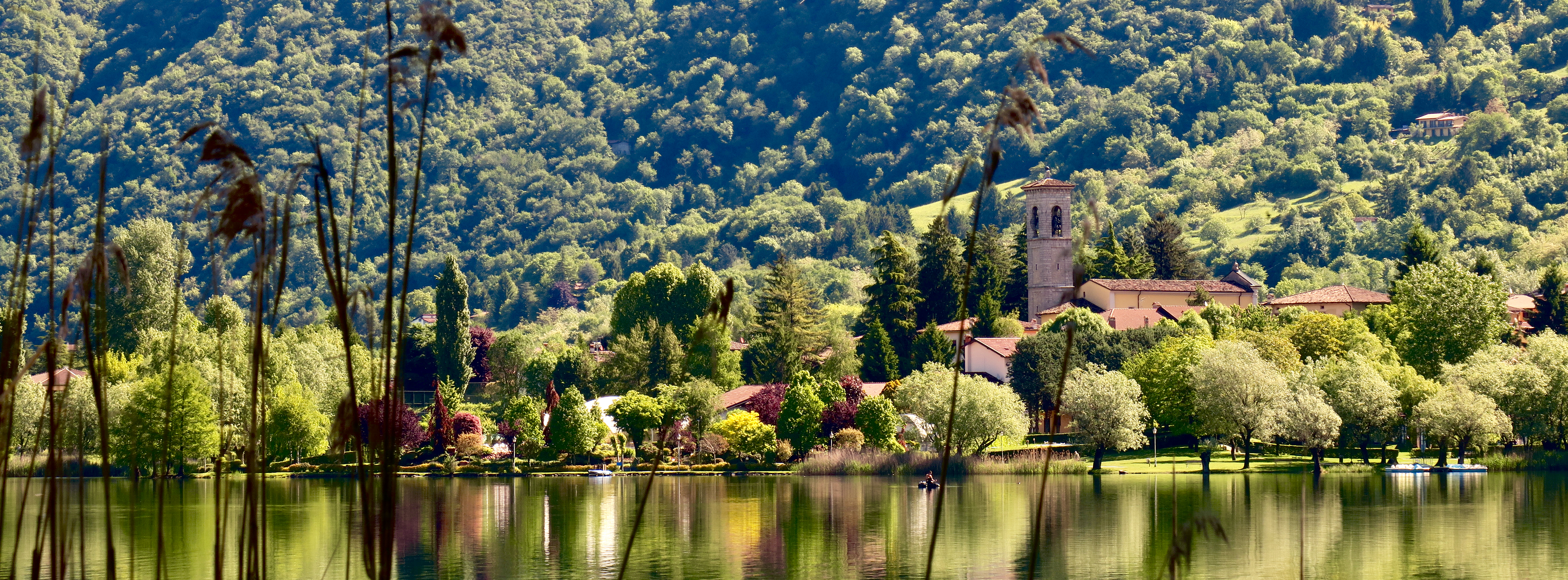
Panorama di Monasterolo del Castello

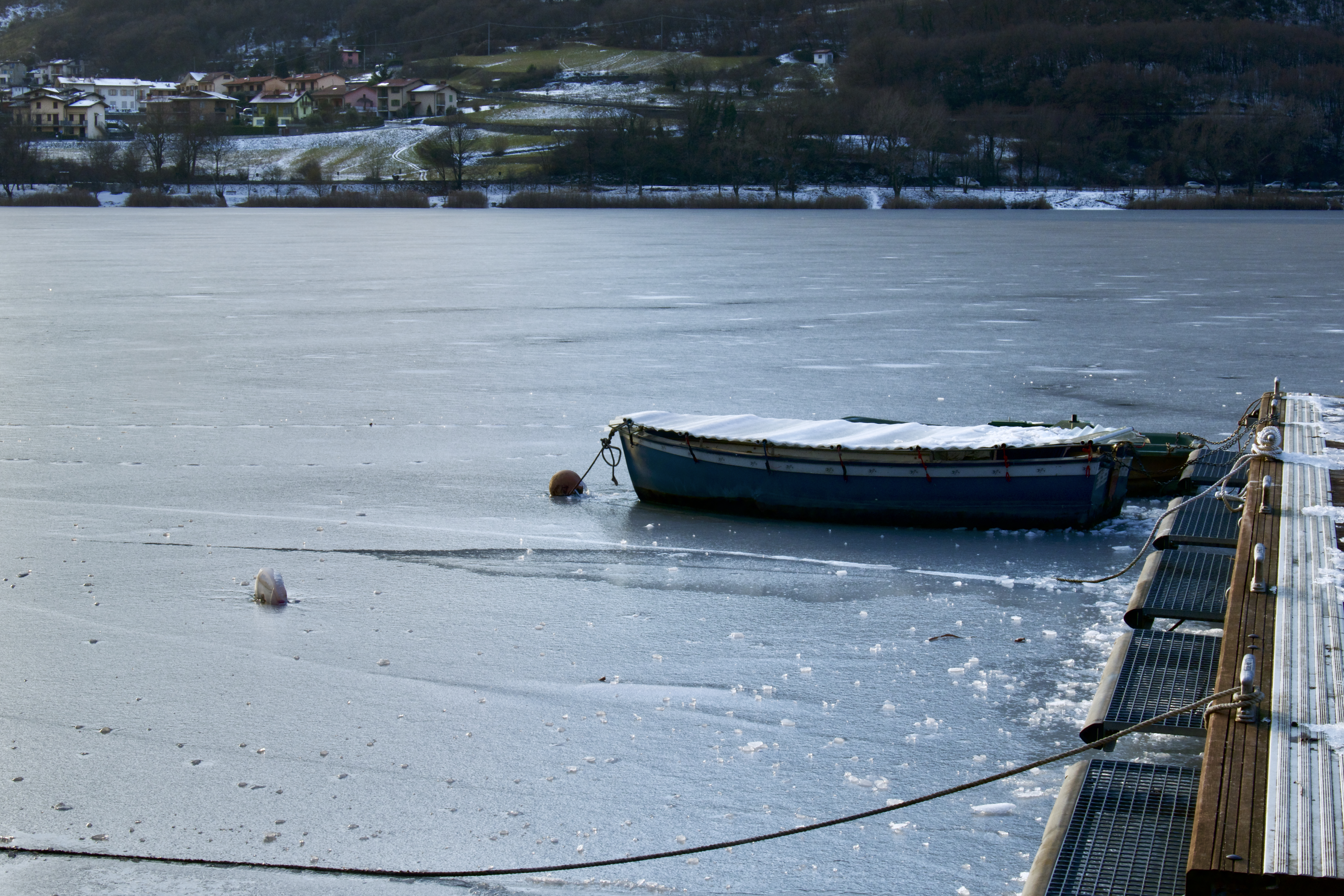
Il lago di Endine ghiacciato visto da San Felice

Monasterolo del Castello [monasteˈrɔːlo delkasˈtɛlːo] (Monasteröl [monastɛˈɾøl] o Monestaröl [monɛstaˈɾøl] in dialetto bergamasco) è un comune italiano di 1 153 abitanti della provincia di Bergamo in Lombardia.
Il paese si trova sulla sinistra orografica del Lago di Endine, in val Cavallina, a circa 30 chilometri dal capoluogo orobico.
È meta turistica, dato che può offrire al visitatore la pratica di attività sportive quali pesca, escursioni in barca a remi sul lago, windsurf e trekking. Numerose sono le possibilità di svago, tra cui spiagge ed un centro sportivo-turistico, ed i rinomati ristoranti disseminati lungo il litorale lacustre.

## Geografia fisica

### Territorio
Il territorio è variegato in quanto è sia pianeggiante che montuoso. Presenta un lago (Lago di Endine) da cui nasce il fiume Cherio e sono presenti piccoli corsi d'acqua e cascate, provenienti dalla montagna, le cui acque si gettano nel lago.

### Clima
Dal punto di vista del clima, Monasterolo, per la vicinanza del lago e del bosco che creano un microclima, è una zona molto umida e piovosa in autunno, fredda e umida in inverno; d'estate è fresca, piovosa e ventilata la sera.

## Origini del nome
Il nome del paese deriva dalla costruzione posta su una piccola collina morenica poco distante dall'attuale centro abitato.

## Storia
L'etimologia di Monasterolo del Castello è chiara: deriva da un monastero distrutto sul finire dell'VIII secolo durante la guerra tra i franchi e longobardi. La conferma deriva da una serie di scavi avvenuti negli anni '90 del XX secolo che hanno portato anche alla luce fondamenta di grandezza colossale, e un arco di tufo sostenuto da due grosse pietre come se fossero pilastri con la base a zampa di elefante, caratteristica dell'arte benedettina.

### Simboli
Lo stemma e il gonfalone sono stati concessi con decreto del presidente della Repubblica del 3 maggio 1968.
Il gonfalone è un drappo di rosso.

## Monumenti e luoghi d'interesse

### Architetture religiose
La chiesa parrocchiale del paese, dedicata a san Salvatore, originaria del XIII secolo, fu ricostruita nel XVIII secolo. Essa presenta al proprio esterno le varie stazioni della Via Crucis, eseguite in mosaico dal pittore Trento Longaretti per conto della ditta Peresson di Milano, e la Trasfigurazione, olio su tela eseguito da Domenico Carpinoni. L'altare maggiore in marmo è attribuito allo scultore Bartolomeo Manni di Rovio.

### Architetture militari
Situato nel punto in cui il fiume Cherio nasce dal Lago di Endine, l'edificio sembra risalire al X secolo, ed era adibito a monastero benedettino. Già in quel periodo, documenti attestavano l'esistenza di un nucleo abitativo, denominato Castro monasteriolo, nei pressi del monastero.Distrutto in epoca medievale dall'esercito imperiale di Federico I detto il Barbarossa, fu riedificato dalla famiglia ghibellina dei Suardi verso il XIII - XIV secolo con funzioni difensive. Due secoli più tardi, nel XVI secolo, venne ristrutturato ed utilizzato come residenza signorile. 
Oggi il castello, di proprietà privata, viene utilizzato per banchetti e ricevimenti

## Società

### Evoluzione demografica
Abitanti censiti

## Amministrazione
| Periodo        | Periodo        | Primo cittadino    | Partito                              | Carica  | Note |
| -------------- | -------------- | ------------------ | ------------------------------------ | ------- | ---- |
| 14 giugno 2004 | 27 maggio 2019 | Maurizio Trussardi | Lista civica Gente e paese           | Sindaco |      |
| 27 maggio 2019 | in carica      | Gabriele Zappella  | Lista civica Insieme per Monasterolo | Sindaco |      |

## Galleria d'immagini

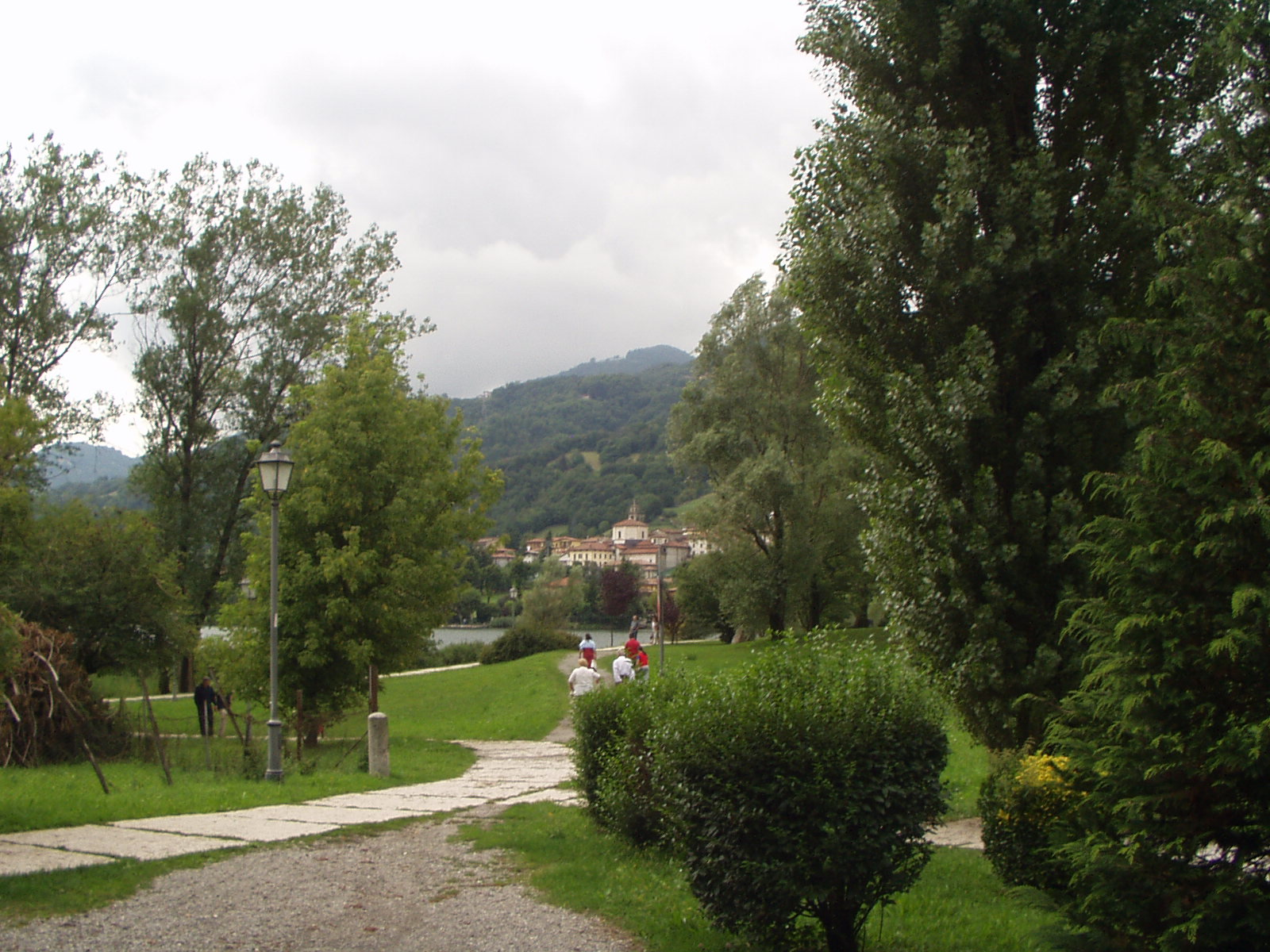
area verde attrezzata in riva al lago di Endine sullo sfondo si scorge Spinone al Lago
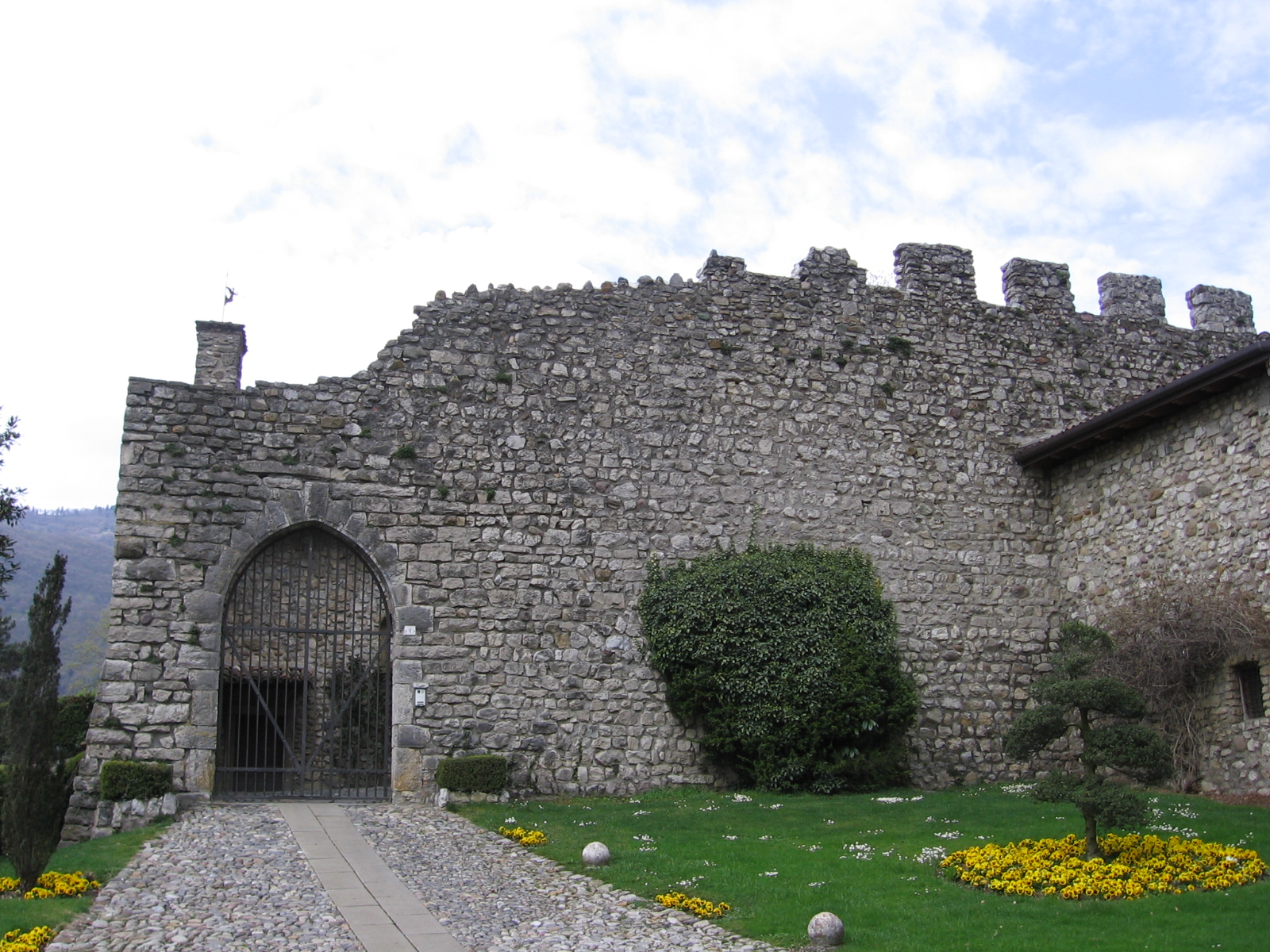
Castello
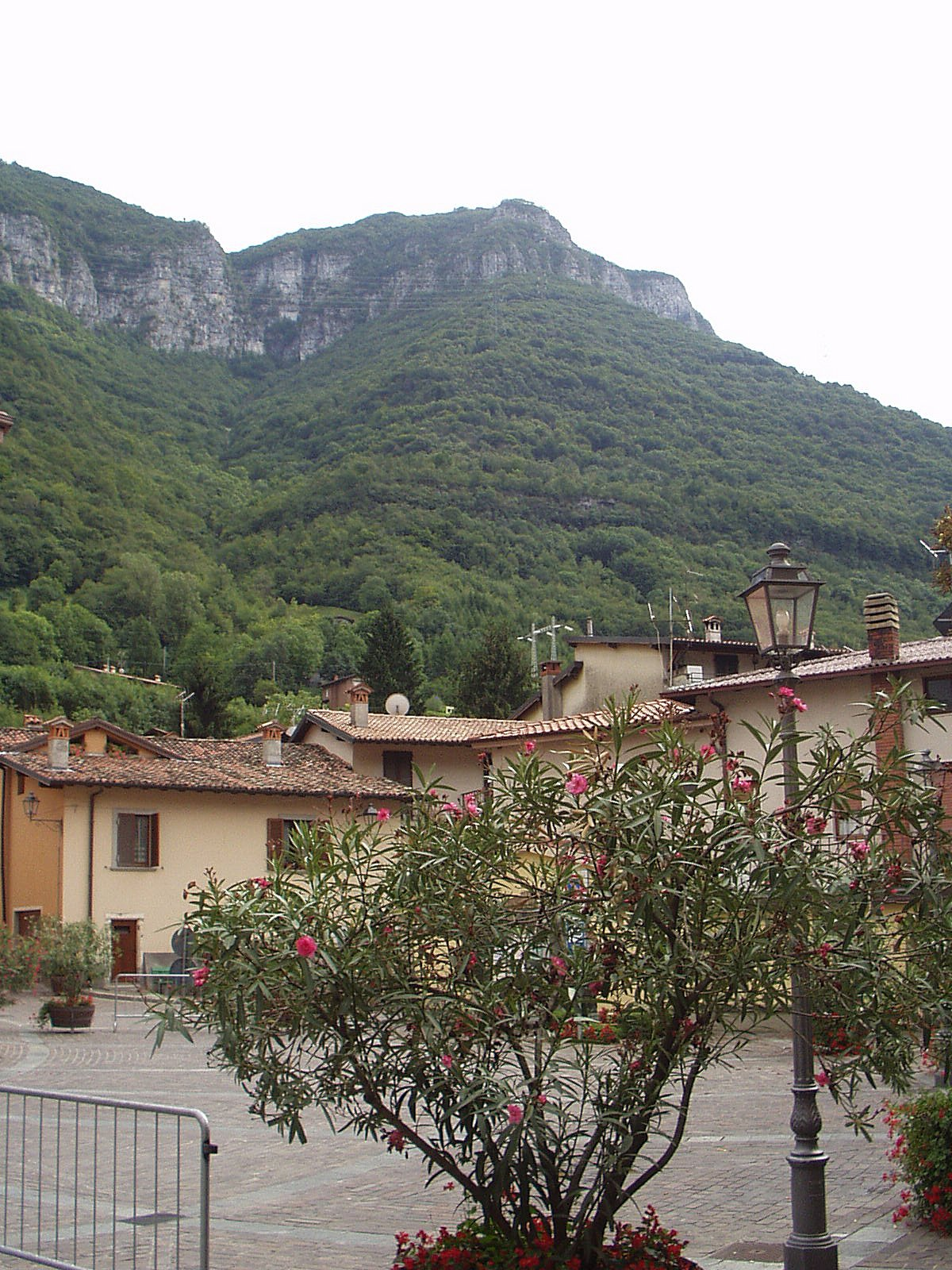
la piazzetta
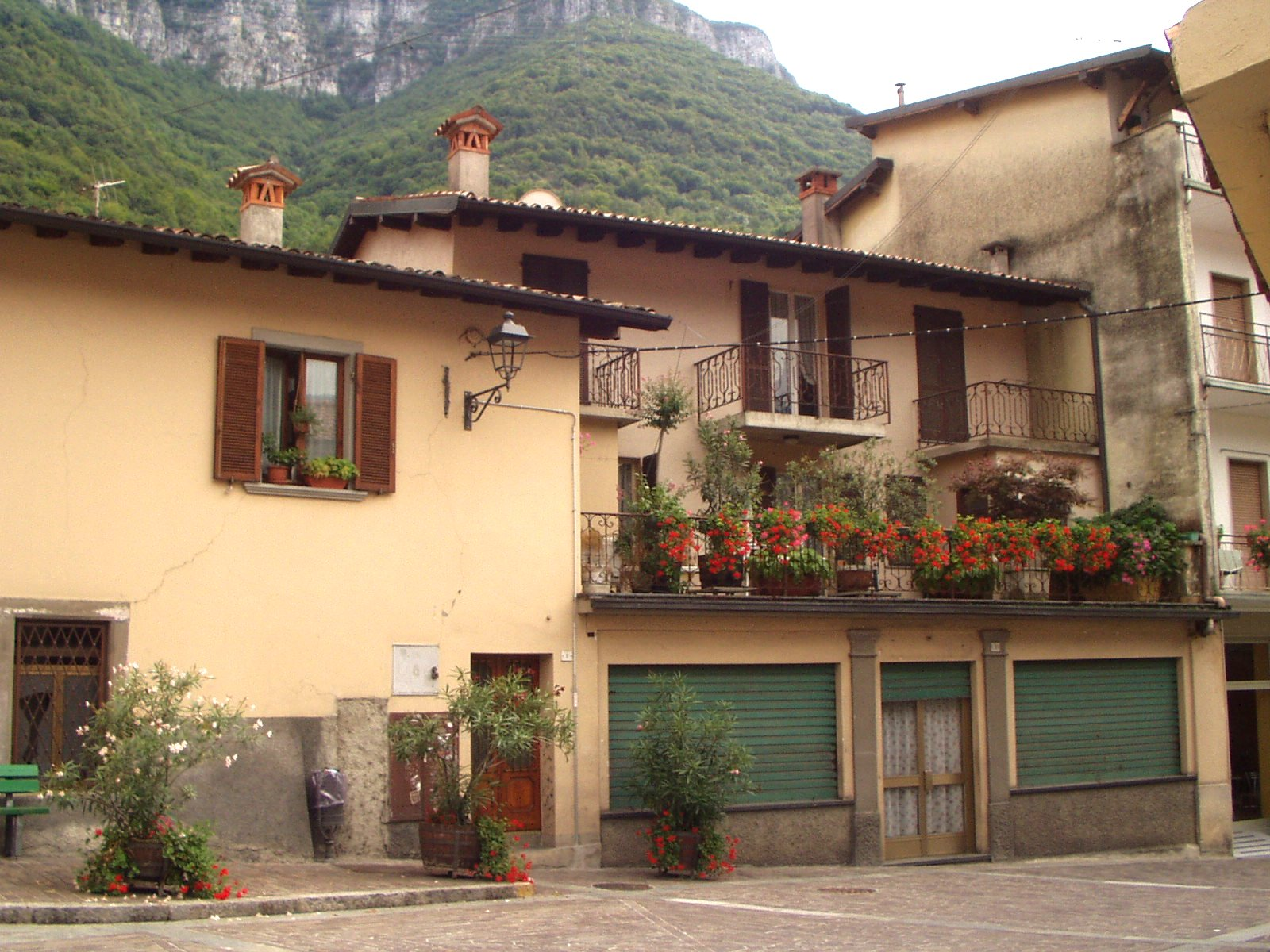
case sulla piazzetta
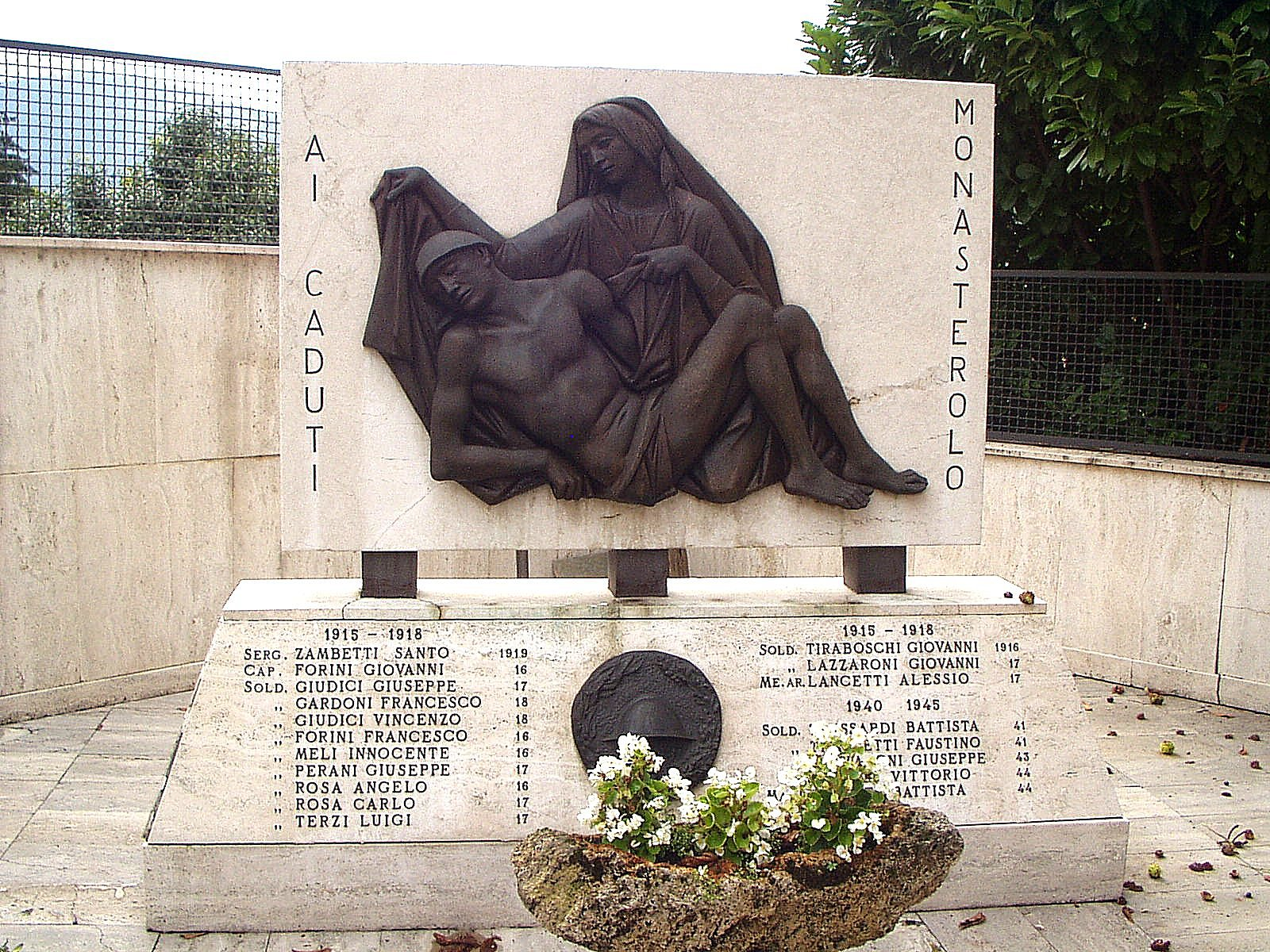
Monumento ai caduti nella piazzetta del borgo
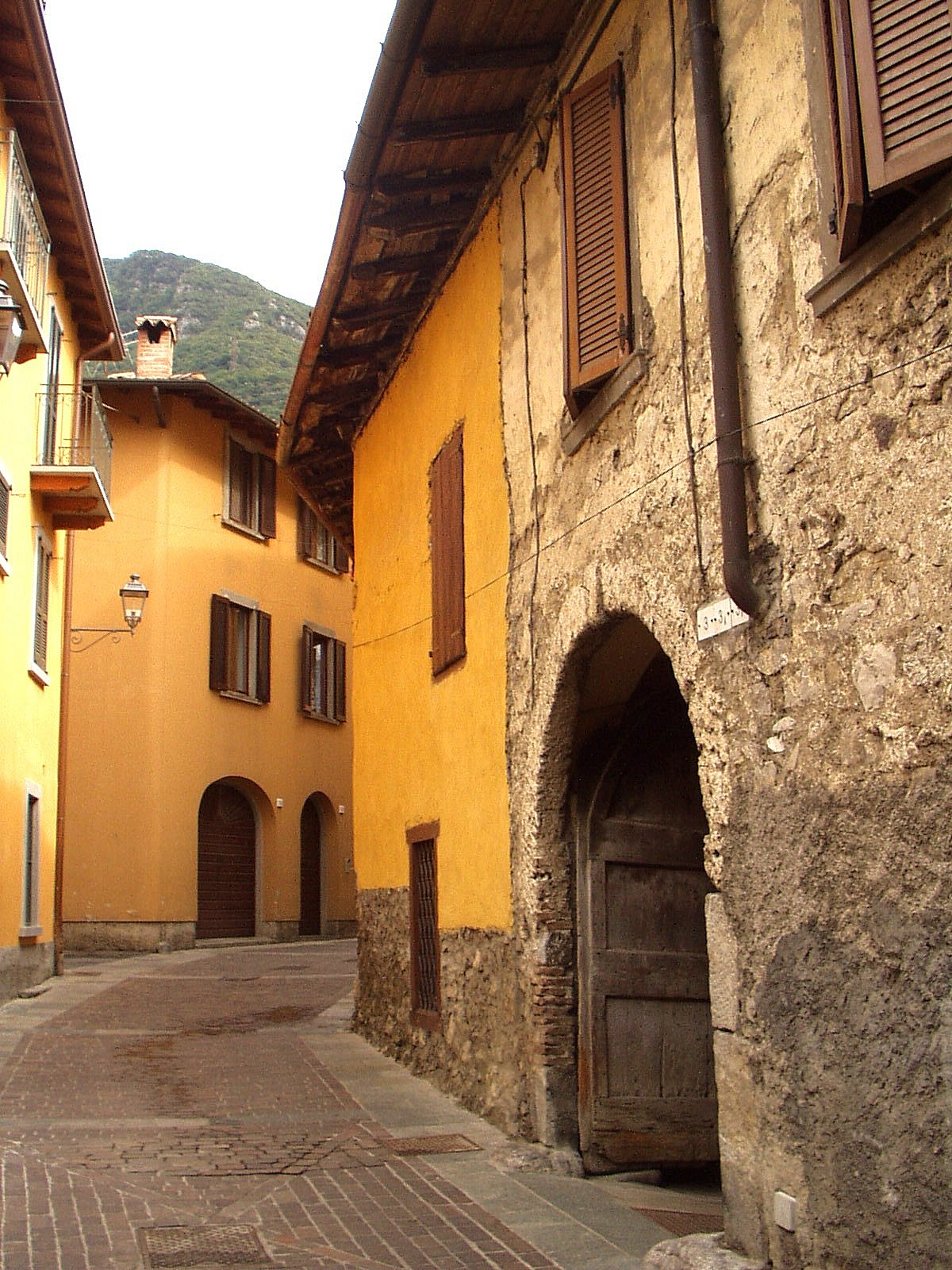
strada che dalla piazzetta porta al sagrato della chiesa di San Salvatore
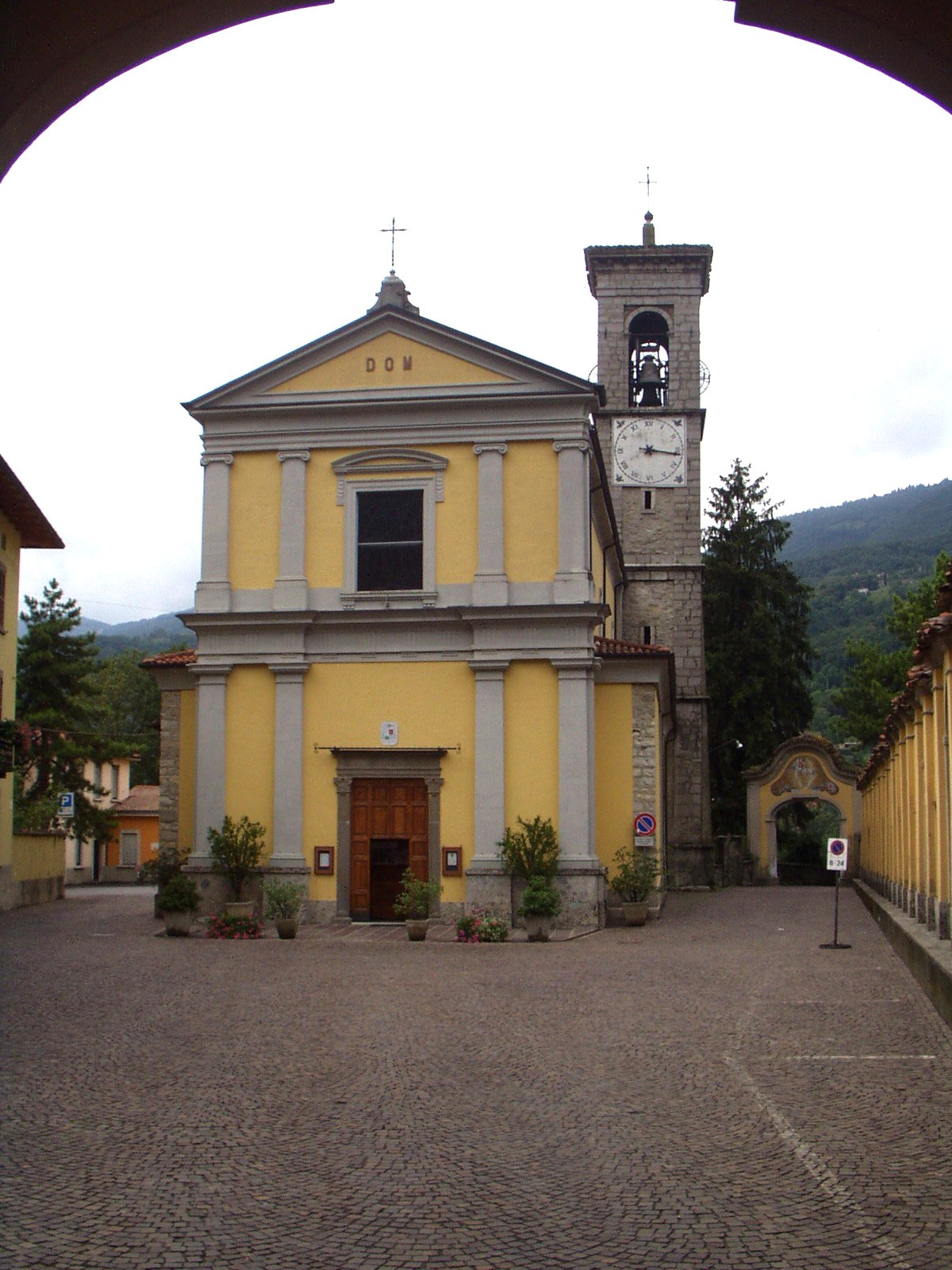
la chiesa parrocchiale di San Salvatore
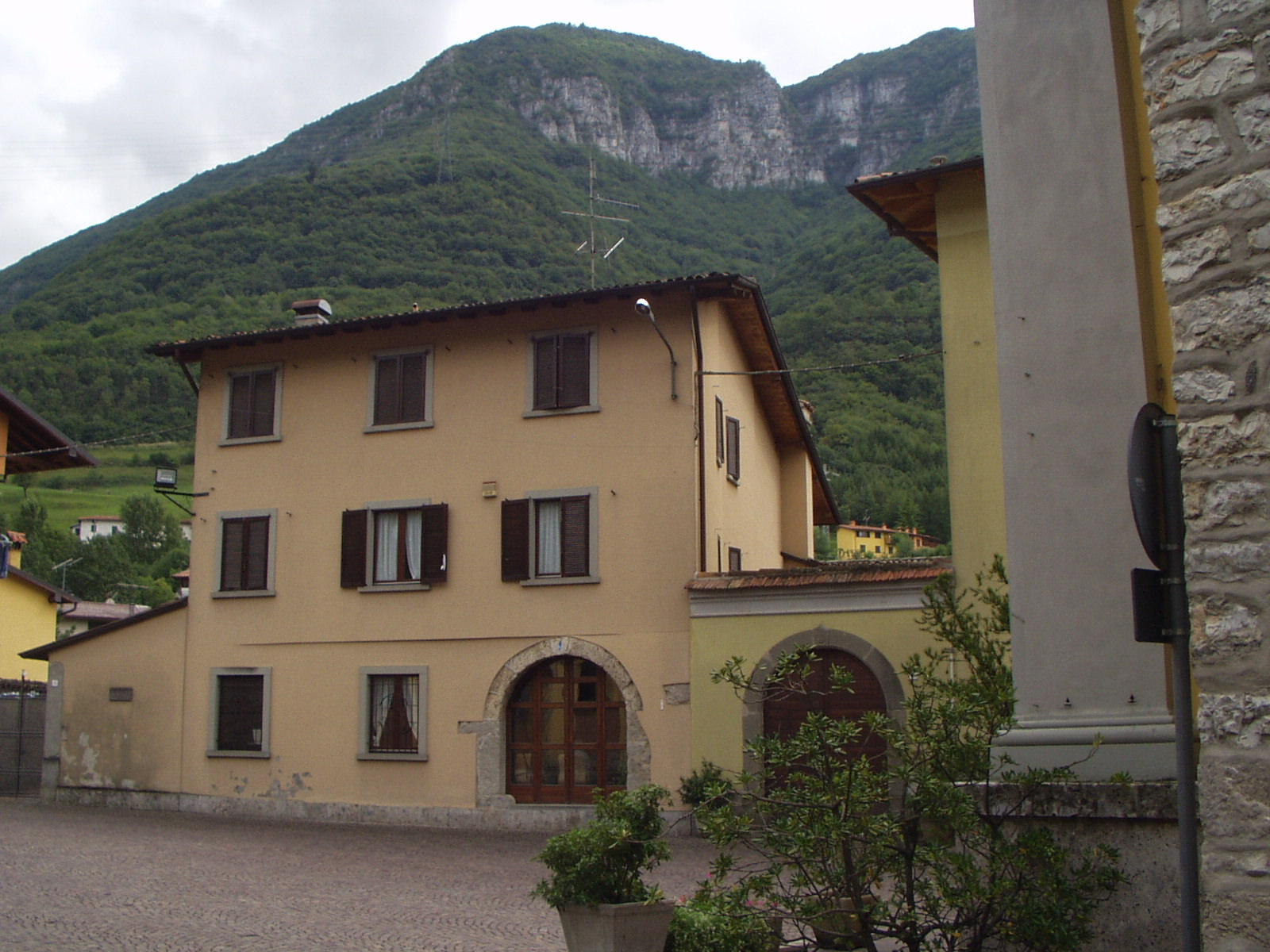
Casa degli anziani sul lato sinistro del sagrato
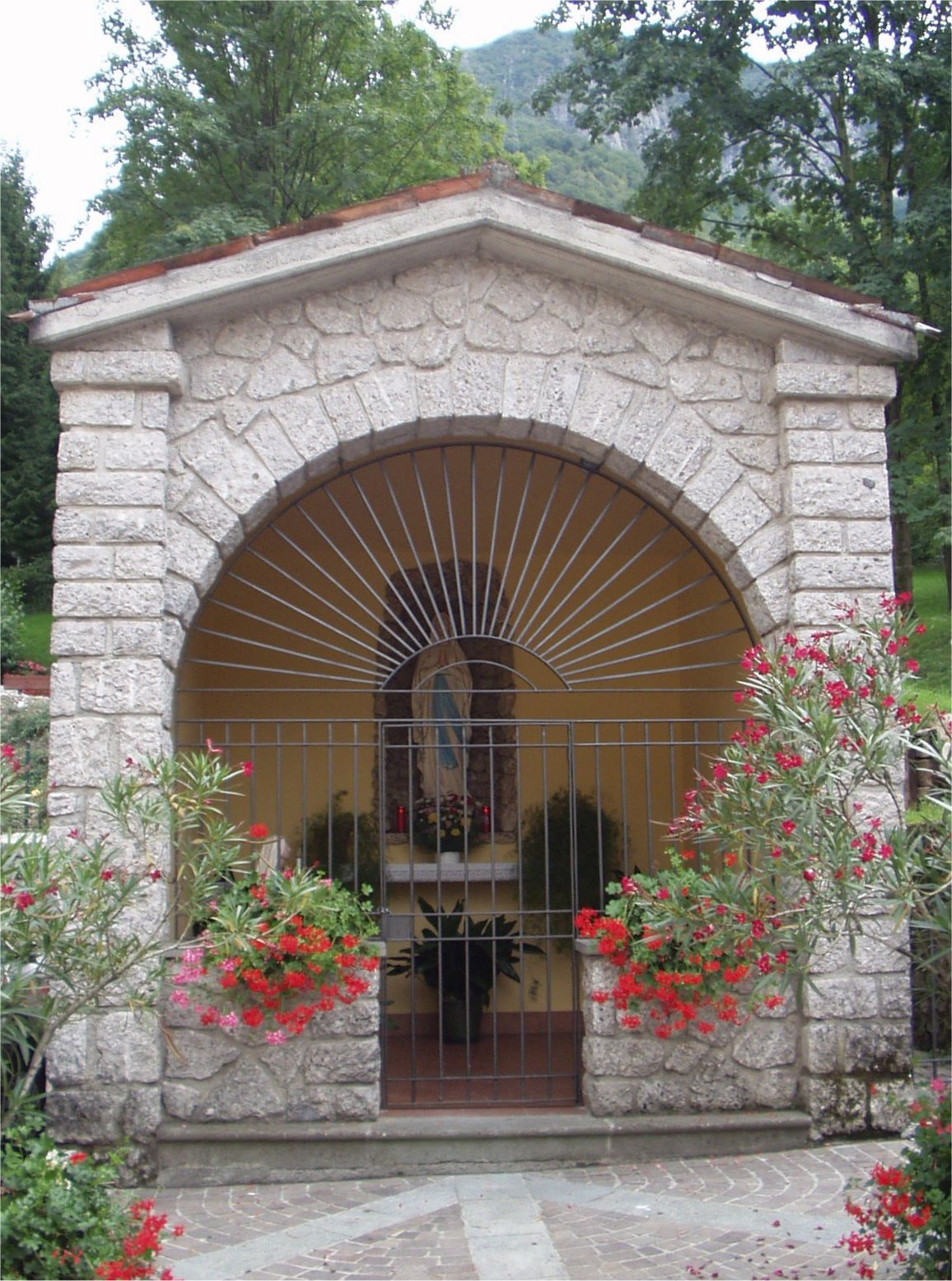
cappella votiva sulla strada che conduce a monte dedicata alla Madonna
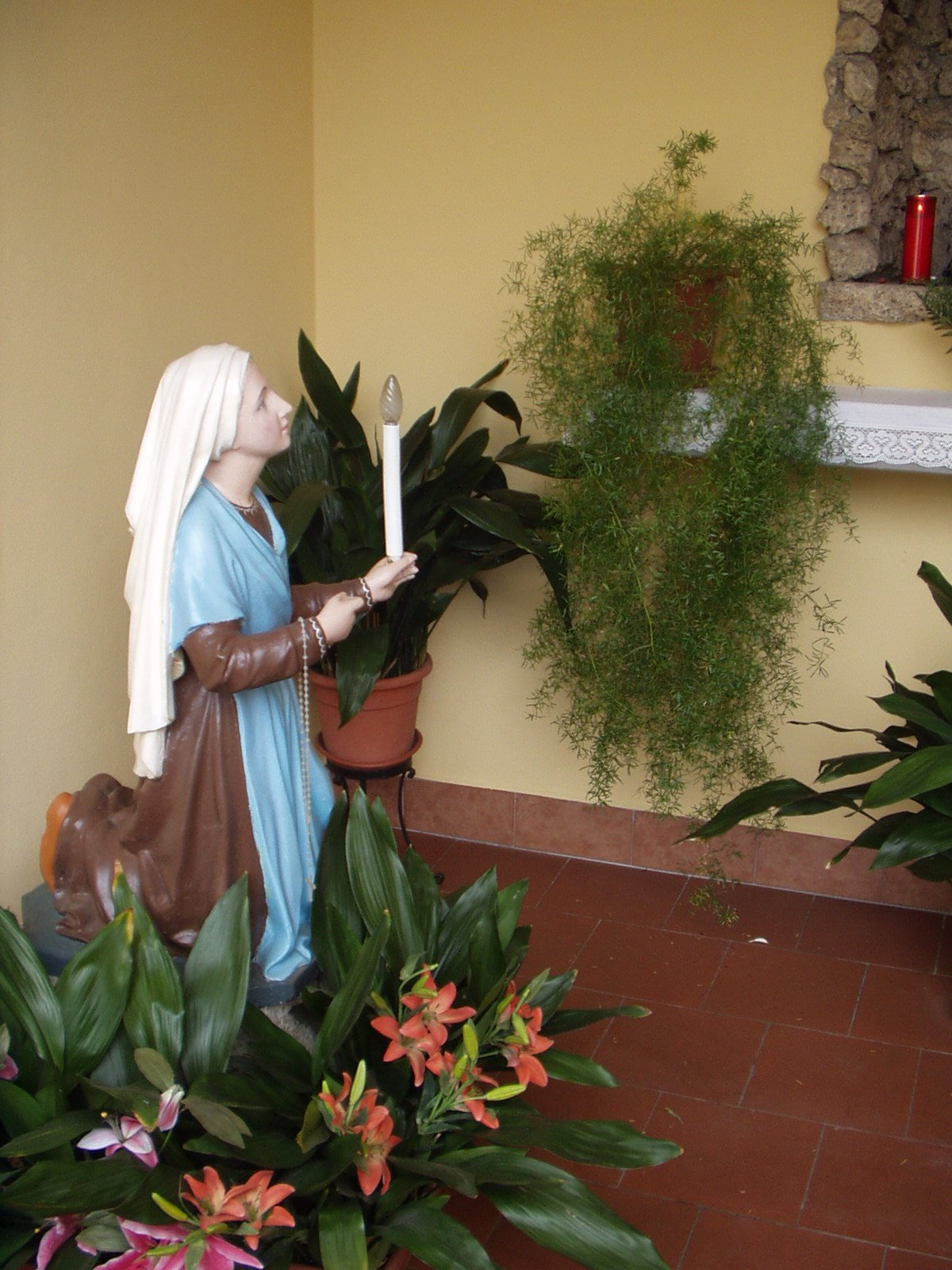
cappella votiva dedicata alla Madonna interno